# Sokolniki (powiat zgierski)
Sokolniki – wieś w Polsce położona w województwie łódzkim, w powiecie zgierskim, w gminie Ozorków.
W latach 1975–1998 miejscowość należała administracyjnie do ówczesnego województwa łódzkiego.

## Zabytki
Według rejestru zabytków NID na listę zabytków wpisane są obiekty:
- zespół dworski, pocz. XIX w., nr rej.: A/313/1-2 z 28.03.1988:
  - oficyna, nr rej.: A-531 z 9.08.1967
  - park, nr rej.: A-532 z 9.08.1967